# Bar Cinzano
El Bar Cinzano es un bar restaurante ubicado en la plaza Aníbal Pinto, en el plan de la ciudad de Valparaíso, Chile. El local es un recinto tradicional de la música de la bohemia tradicional de Vaparaíso, en el que tangos y boleros tienen una presencia central.

## Historia
En 1896 el inmigrante italiano Pipo Lima fundó un establecimiento comercial en la plaza Aníbal Pinto que funcionaba como pulpería y, de forma ocasional, como bar. Con el paso de los años el establecimiento se especializó como bar y como restaurante, y la familia Lima mantuvo su control hasta 1932. Luego pasó por una seguidilla de dueños, hasta que en 1978 fue adquirido por Pablo Varas, quien habilitó una tanguería en el segundo nivel. En un breve plazo, Varas ubicó la tanguería en el primer piso y transformó el segundo nivel en una pista de baile.
En 1986 la cantante Carmen Corena comenzó a trabajar en el Cinzano, y encabezó un grupo de músicos, entre los cuales destacaron los cantantes Manuel Fuentealba y Alberto Palacios, el músico Luis Barrera, el guitarrista Augusto Díaz y el pianista José González. Parte de ellos se reunieron para grabar el disco denominado Una noche en el Cinzano de 2001, y Otra noche en el Cinzano de 2007, ambos producidos por el músico de Los Tres Roberto Lindl.
El bar fue lugar de grabación de dos películas de Franco Nero: la cinta chilena Amelia Lopes O'Neill de 1990, y la producción alemana Mein Herz in Chile de 2008.
En 2020, en medio de la pandemia de COVID-19, cerró sus puertas. El local comenzó una recuperación de sus espacios, y reabrió en el año 2022.